# Miles Chamley-Watson
Miles Chamley-Watson (* 3. prosince 1989 Westminster, Spojené království) je americký sportovní šermíř britského původu, který se specializuje na šerm fleretem. Spojené státy reprezentuje mezi muži od roku 2009. Na olympijských hrách startoval v roce 2012 a 2016 v soutěži jednotlivců a družstev. V roce 2013 získal titul mistra světa v soutěži jednotlivců. S americkým družstvem fleretistů vybojoval na olympijských hrách 2016 bronzovou olympijskou medaili. V roce 2013 obsadil s družstvem fleretistů na mistrovství světa druhé místo.